# 28. ročník udílení Cen Sdružení filmových a televizních herců
28. ročník udílení Cen Sdružení filmových a televizních herců se konal dne 27. února 2022. Ocenění se předalo nejlepším filmovým a televizním vystoupením v roce 2021. Nominace byly oznámeny 12. ledna 2022. Ceremoniál vysílaly stanice TNT a TBS.
Za celoživotní přínos k filmografii byla oceněna herečka Helen Mirrenová.

## Vítězové a nominovaní
Tučně jsou označeni vítězové.

### Film
| Nejlepší mužský herecký výkon v hlavní roli | Nejlepší ženský herecký výkon v hlavní roli |
| --- | --- |
| Will Smith jako Richard Williams – Král Richard: Zrození šampiónek - Javier Bardem jako Desi Arnaz – Ricardovi - Benedict Cumberbatch jako Phil Burbank – Síla psa - Andrew Garfield jako Jonathan Larson – tick, tick… BOOM! - Denzel Washington jako Lord Macbeth – The Tragedy of Macbeth | Jessica Chastain jako Tammy Faye Bakker – Očima Tammy Faye - Olivia Colman jako Leda Caruso – Temná dcera - Lady Gaga jako Patrizia Reggiani – Klan Gucci - Jennifer Hudson jako Aretha Franklin – Respect: Královna soulu - Nicole Kidman jako Lucille Ball – Ricardovi |
| Nejlepší mužský herecký výkon ve vedlejší roli | Nejlepší ženský herecký výkon ve vedlejší roli |
| Troy Kotsur jako Frank Rossi – V rytmu srdce - Ben Affleck jako Charlie Moehringer – Něžný bar - Bradley Cooper jako Jon Peters – Lékořicová Pizza - Jared Leto jako Paolo Gucci – Klan Gucci - Kodi Smit-McPhee jako Peter Gordon – Síla psa | Ariana DeBose jako Anita – West Side Story - Caitríona Balfe jako Ma – Belfast - Cate Blanchett jako Dr. Lilith Ritter – Ulička přízraků - Kirsten Dunst jako Rose Gordon – Síla psa - Ruth Negga jako Clare Bellew – Přebíhání                                          |
| Nejlepší obsazení ve filmu | |
| V rytmu srdce – Eugenio Derbez, Daniel Durant, Emilia Jones, Troy Kotsur, Marlee Matlinová a Ferdia Walsh-Peelo - Belfast – Caitríona Balfe, Judi Dench, Jamie Dornan, Jude Hill, Ciarán Hinds a Colin Morgan - K zemi hleď! – Cate Blanchett, Timothée Chalamet, Leonardo DiCaprio, Ariana Grande, Jonah Hill, Jennifer Lawrenceová, Melanie Lynskey, Scott Mescudi, Rob Morgan, Himesh Patel, Ron Perlman, Tyler Perry, Mark Rylance a Meryl Streep - Klan Gucci – Adam Driver, Lady Gaga, Salma Hayek, Jack Huston, Jeremy Irons, Jared Leto a Al Pacino - Král Richard: Zrození šampiónek – Jon Bernthal, Aunjanue Ellis, Tony Goldwyn, Saniyya Sidney, Demi Singleton a Will Smith | |
| Nejlepší výkon kaskadérského souboru ve filmu | |
| Není čas zemřít - Black Widow - Duna - Matrix Resurrections - Shang-Chi a legenda o deseti prstenech | |

### Televize
| Nejlepší mužský herecký výkon v seriálu (drama) | Nejlepší ženský herecký výkon v seriálu (drama) |
| --- | --- |
| I Čong-dže jako Song Ki-hun – Hra na oliheň - Brian Cox jako Logan Roy – Boj o moc - Billy Crudup jako Cory Ellison – The Morning Show - Kieran Culkin jako Roman Roy – Boj o moc - Jeremy Strong jako Kendall Roy – Boj o moc | Čong Ho-jon jako Kang Se-bjok – Hra na oliheň - Jennifer Aniston jako Alexandra „Alex“ Levy – The Morning Show - Elisabeth Moss jako June Osborne – Příběh služebnice - Sarah Snook jako Siobhan „Shiv“ Roy – Boj o moc - Reese Witherspoon jako Bradley Jackson – The Morning Show  |
| Nejlepší mužský herecký výkon v seriálu (komedie) | Nejlepší ženský herecký výkon v seriálu (komedie) |
| Jason Sudeikis jako Ted Lasso – Ted Lasso - Michael Douglas jako Sandy Kominsky – Kominského metoda - Brett Goldstein jako Roy Kent – Ted Lasso - Steve Martin jako Charles Haden-Savage – Jen vraždy v budově - Martin Short jako Oliver Putnam – Jen vraždy v budově | Jean Smart jako Deborah Vance – Stále v kurzu - Elle Fanning jako Kateřina II. Veliká – Veliká - Sandra Oh jako Ji-Yoon Kim – Vedoucí katedry - Juno Temple jako Keeley Jones – Ted Lasso - Hannah Waddingham jako Rebecca Welton – Ted Lasso                                        |
| Nejlepší mužský herecký výkon v minisérii nebo TV filmu | Nejlepší ženský herecký výkon v minisérii nebo TV filmu |
| - Michael Keaton jako Dr. Samuel Finnix – Absťák - Murray Bartlett jako Armond – Bílý lotos - Oscar Isaac jako Jonathan Levy – Scény z manželského života - Ewan McGregor jako Halston – Halston - Evan Peters jako detektiv Colin Zabel – Mare z Easttownu | - Kate Winslet jako Marianne „Mare“ Sheehan – Mare z Easttownu - Jennifer Coolidge jako Tanya McQuoid – Bílý lotos - Cynthia Erivo jako Aretha Franklin – Génius - Aretha - Margaret Qualley jako Alexandra „Alex“ Russell – Služka - Jean Smart jako Helen Fahey – Mare z Easttownu |
| Nejlepší obsazení (drama) | |
| Boj o moc – Nicholas Braun, Juliana Canfield, Brian Cox, Kieran Culkin, Dagmara Domińczyk, Peter Friedman, Jihae, Justine Lupe, Matthew Macfadyen, Dasha Nekrasova, Scott Nicholson, David Rasche, Alan Ruck, J. Smith-Cameron, Sarah Snook, Fisher Stevens, Jeremy Strong a Zoë Winters - Příběh služebnice – Alexis Bledel, Madeline Brewer, Amanda Brugel, Ann Dowd, O. T. Fagbenle, Joseph Fiennes, Sam Jaeger, Max Minghella, Elisabeth Moss, Yvonne Strahovski, Bradley Whitford a Samira Wiley - The Morning Show – Jennifer Aniston, Shari Belafonte, Eli Bildner, Néstor Carbonell, Steve Carell, Billy Crudup, Mark Duplass, Amber Friendly, Janina Gavankar, Valeria Golino, Tara Karsian, Hannah Leder, Greta Lee, Julianna Margulies, Joe Marinelli, Michelle Meredith, Ruairi O'Connor, Joe Pacheco, Karen Pittman, Victoria Tate, Desean Terry a Reese Witherspoon - Hra na oliheň – I Čong-dže, Pak He-su, Wi Ha-džun, Čong Ho-jon, Anupam Tripathi, Ho Song-tche, O Jong-su a Kim Ču-rjong - Yellowstone – Kelsey Asbille, Wes Bentley, Ryan Bingham, Gil Birmingham, Ian Bohen, Eden Brolin, Kevin Costner, Hugh Dillon, Luke Grimes, Hassie Harrison, Cole Hauser, Jennifer Landon, Finn Little, Brecken Merrill, Will Patton, Piper Perabo, Kelly Reilly, Denim Richards, Taylor Sheridan, Forrie J. Smith a Jefferson White | |
| Nejlepší obsazení (komedie) | |
| Ted Lasso – Annette Badland, Kola Bokinni, Phil Dunster, Cristo Fernández, Brett Goldstein, Brendan Hunt, Toheeb Jimoh, Nick Mohammed, Sarah Niles, Jason Sudeikis, Jeremy Swift, Juno Temple a Hannah Waddingham - Veliká – Julian Barratt, Belinda Bromilow, Sacha Dhawan, Elle Fanning, Phoebe Fox, Bayo Gbadamosi, Adam Godley, Douglas Hodge, Nicholas Hoult, Florence Keith-Roach, Gwilym Lee a Charity Wakefield - Stále v kurzu – Rose Abdoo, Carl Clemons-Hopkins, Paul W. Downs, Hannah Einbinder, Mark Indelicato, Poppy Liu, Christopher McDonald, Jean Smart a Megan Stalter - Kominského metoda – Jenna Lyng Adams, Sarah Baker, Casey Thomas Brown, Michael Douglas, Lisa Edelstein, Ashleigh LaThrop, Emily Osment, Haley Joel Osment, Paul Reiser, Graham Rogers, Melissa Tang a Kathleen Turner - Jen vraždy v budově – Aaron Dominguez, Selena Gomez, Jackie Hoffman, Jayne Houdyshell, Steve Martin, Amy Ryan a Martin Short | |
| Nejlepší výkon kaskadérského souboru | |
| Hra na oliheň - Cobra Kai - Falcon a Winter Soldier - Loki - Mare z Easttownu | |